# William Richard Peltier
William Richard Peltier (* 1943) ist ein kanadischer Geophysiker, der Professor an der University of Toronto ist und sich insbesondere mit Klimawandel in der letzten Eiszeit befasst.
Peltier studierte Physik an der University of British Columbia mit dem Bachelorabschluss 1967 und an der Universität Toronto mit dem Masterabschluss 1969 und der Promotion 1971. Danach war er dort Lecturer, ab 1974 Associate Professor und ab 1979 Professor. Er leitet dort das Centre for Global Change Science. Außerdem ist er Adjunct Professor an der University of Waterloo.
Seit Anfang der 1990er Jahre entwickelte er Modelle für die globale Änderung des Meeresspiegels durch Schmelzen der Eiskappen, zuerst ICE-3G, dann ICE 4G und ICE-5G. Daneben befasst er sich mit geophysikalischer Hydrodynamik sowohl in Erdatmosphäre und Ozeanen als auch im Erdmantel (Mantelkonvektion).
2002 bis 2005 war er Gastprofessor am Institut du Physique de Globe der Universität Paris VII. 1987/88 war er als Guggenheim Fellow an den Bullard Laboratories der Universität Cambridge und 1978/79 am National Center for Atmospheric Research (NCAR) in Boulder.
2004 erhielt er den Vetlesen-Preis, 2004 die J. Tuzo Wilson Medal der Canadian Geophysical Union und den Bancroft Award der Royal Society of Canada. 2004 wurde er auswärtiges Mitglied der Norwegischen Akademie der Wissenschaften. 2008 erhielt er die Milutin Milankovic Medal der European Geosciences Union und 2010 den Bower Award des Franklin Institute.